# 加爾代納山谷
46°33′36″N 11°42′17″E / 46.56000°N 11.70472°E

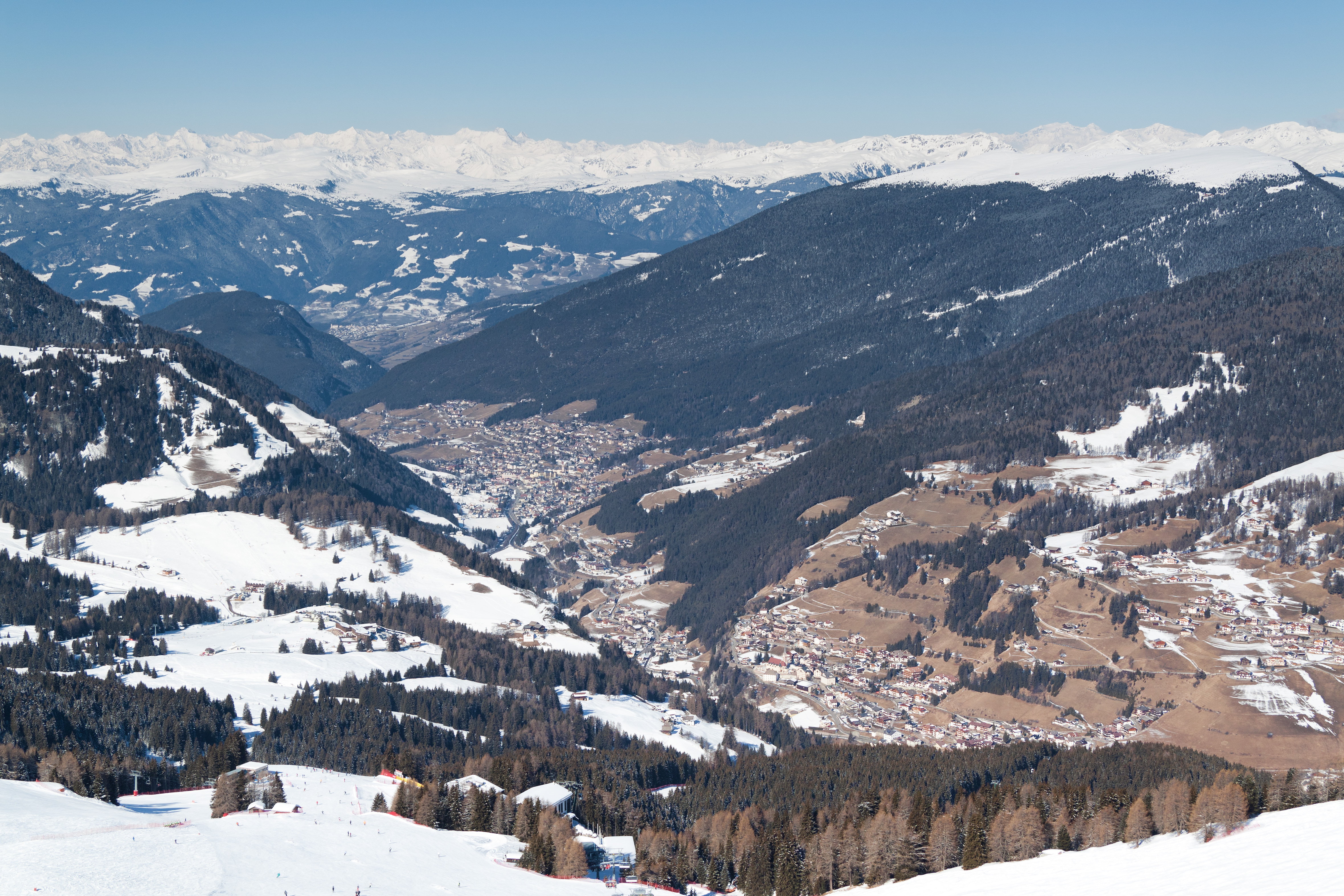
加爾代納山谷

加爾代納山谷（義大利語： [ˈval ɡarˈdeːna, -ˈdɛːna]，德語： [ˈɡʁøːdn̩]），位於北意大利博尔扎诺-上阿迪杰自治省的多洛米蒂山，是滑雪及攀岩的旅遊勝地，當地出產的木雕亦享負盛名。山谷中使用的主要母語是拉定语。
它的滑雪場最具特色的莫過於薩斯隆（Saslong）雪道上，暱稱為駱駝峰（The Camel Humps）的三個連續顛簸的段落，連職業選手都為之心驚膽跳。以時速100公里迅速滑下此路段，滑雪者可以凌空躍起達幾秒之久，稍有不慎便要送到醫院搶救。

## 外部連結
- .   [2021-12-03]. （原始内容存档于2022-01-31） （意大利语）.
- .   [2021-12-03]. （原始内容存档于2021-04-17） （意大利语）.